# Пецица пухирчаста
Пецица пухирчаста (Peziza vesiculosa) — вид грибів роду пецица (Peziza). Сучасну біномінальну назву надано у 1790 році.

## Будова
Блідо-коричневе плодове тіло 6-8 см спочатку округле, а згодом у вигляді чашки з покрученими краями. Внутрішня поверхня, що містить спори, жовтішого кольору.

## Життєвий цикл
Плодові тіла з'являються у квітні-серпні.

## Поширення та середовище існування
Росте на гнойових купах та удобреній землі.

## Практичне використання
Хоча деякі чашоподібні гриби їстівні, краще не їсти цей чи схожі види, оскільки серед них є смертельно отруйні.

## Галерея

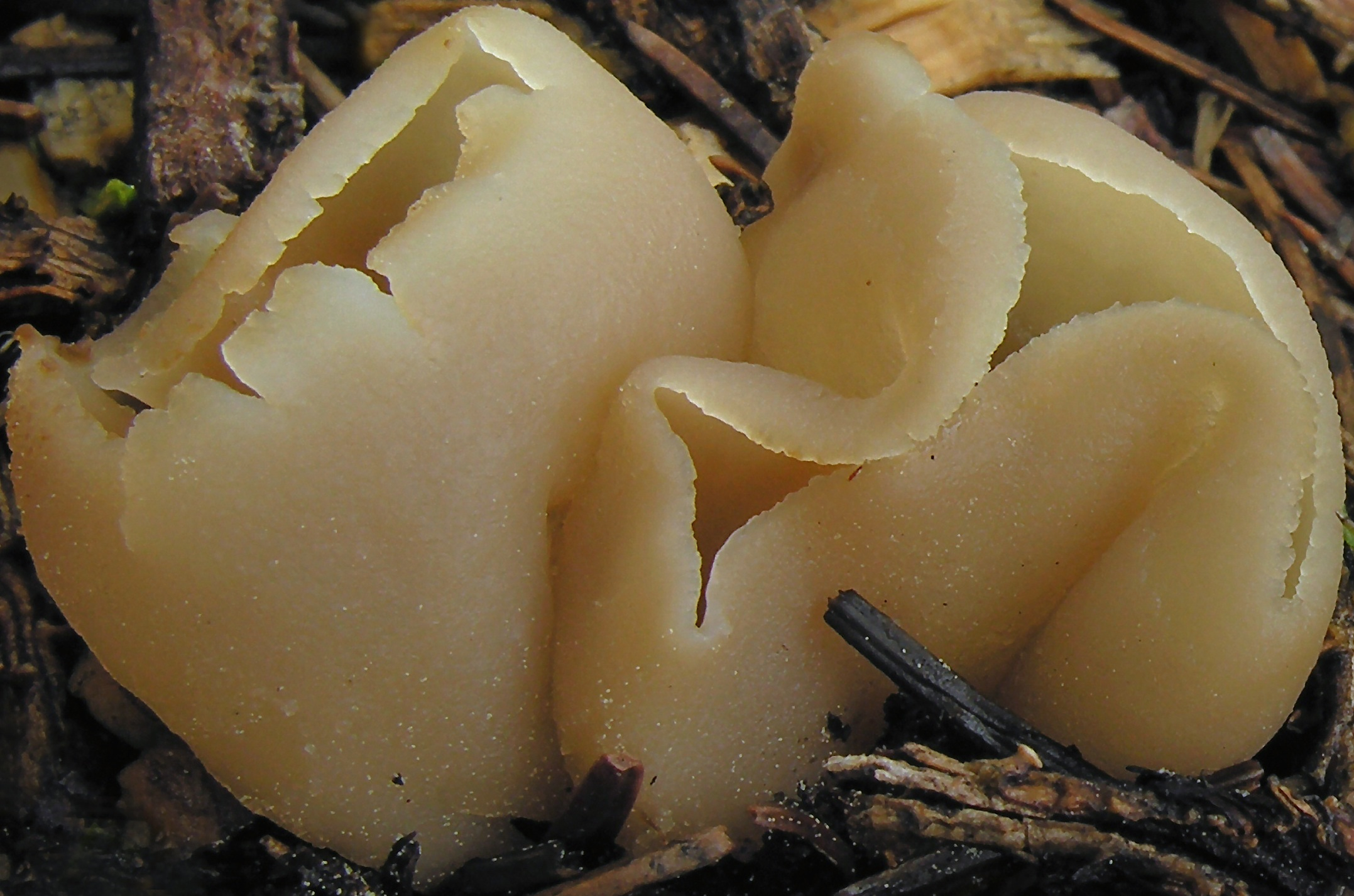
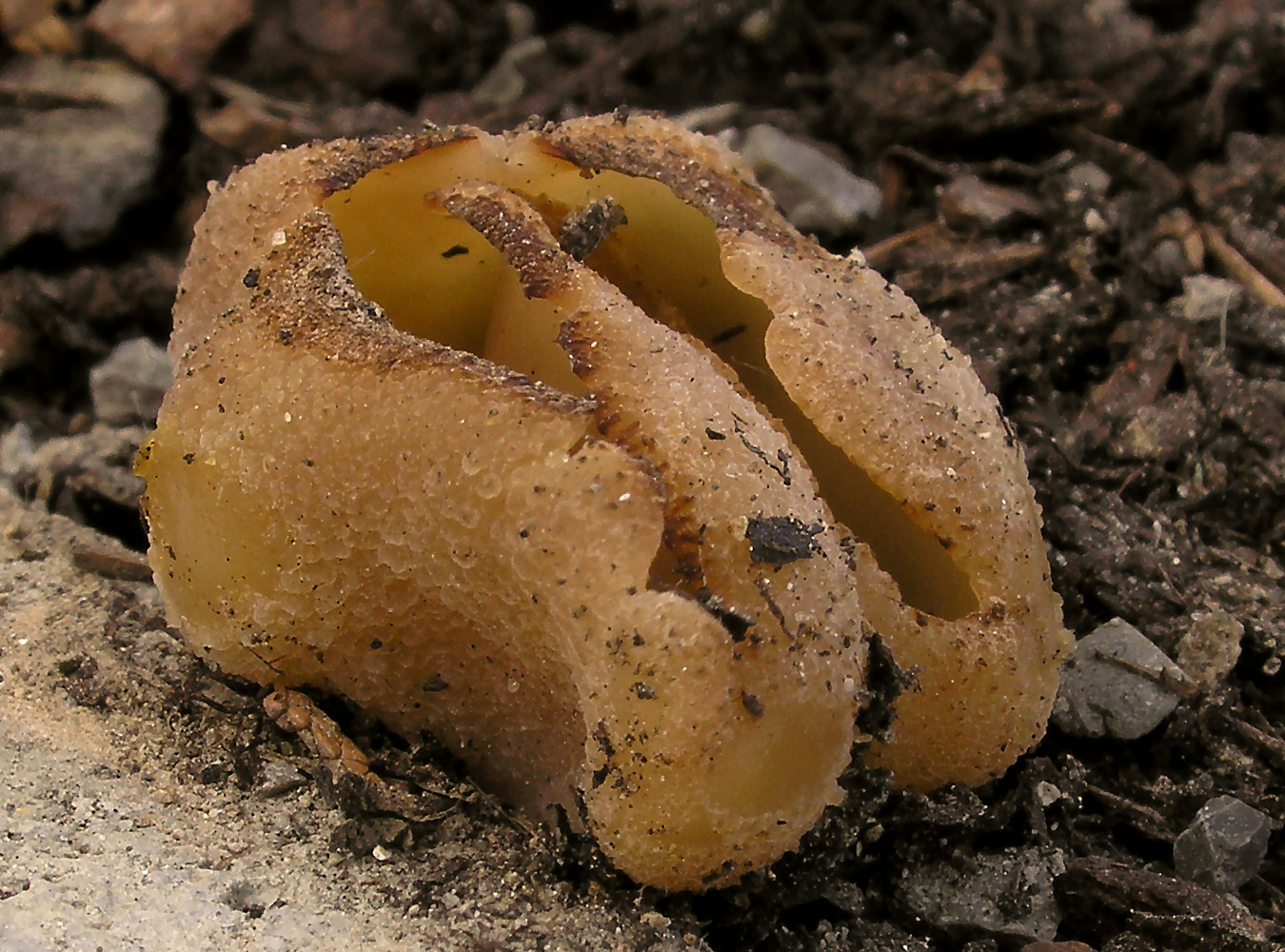